# ریچارد ریوز
ریچارد ریوز (انگلیسی: Richard Reeves؛ ‏ ۱۰ اوت ۱۹۱۲ – ۱۷ مارس ۱۹۶۷) بازیگر اهل ایالات متحده آمریکا بود.
از فیلم‌های او می‌توان به جنگل پنهان تارزان و پول از خانه اشاره نمود.